# Dugway Proving Ground

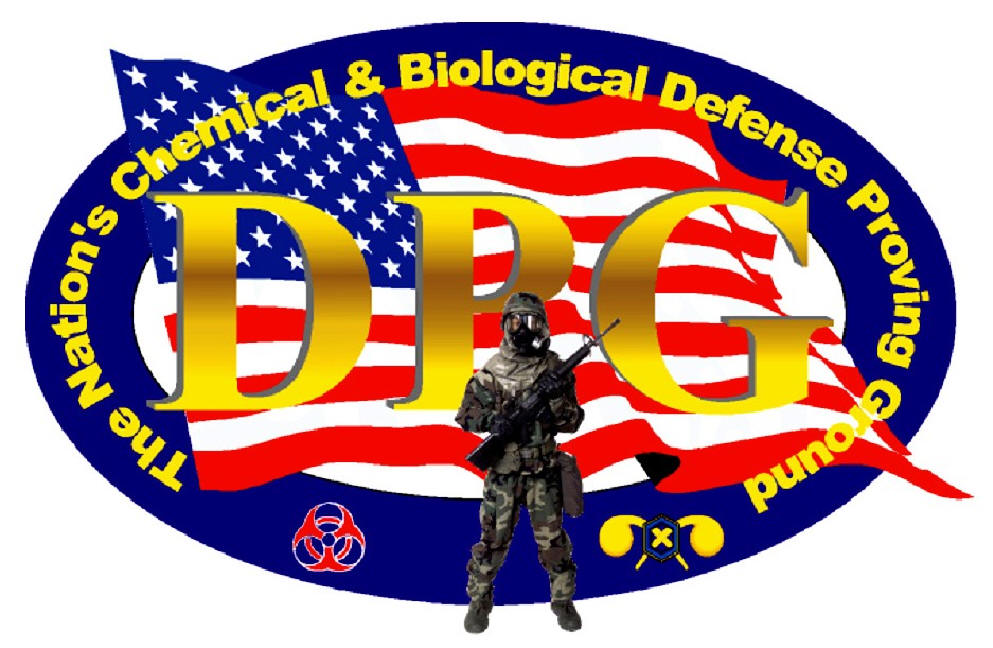

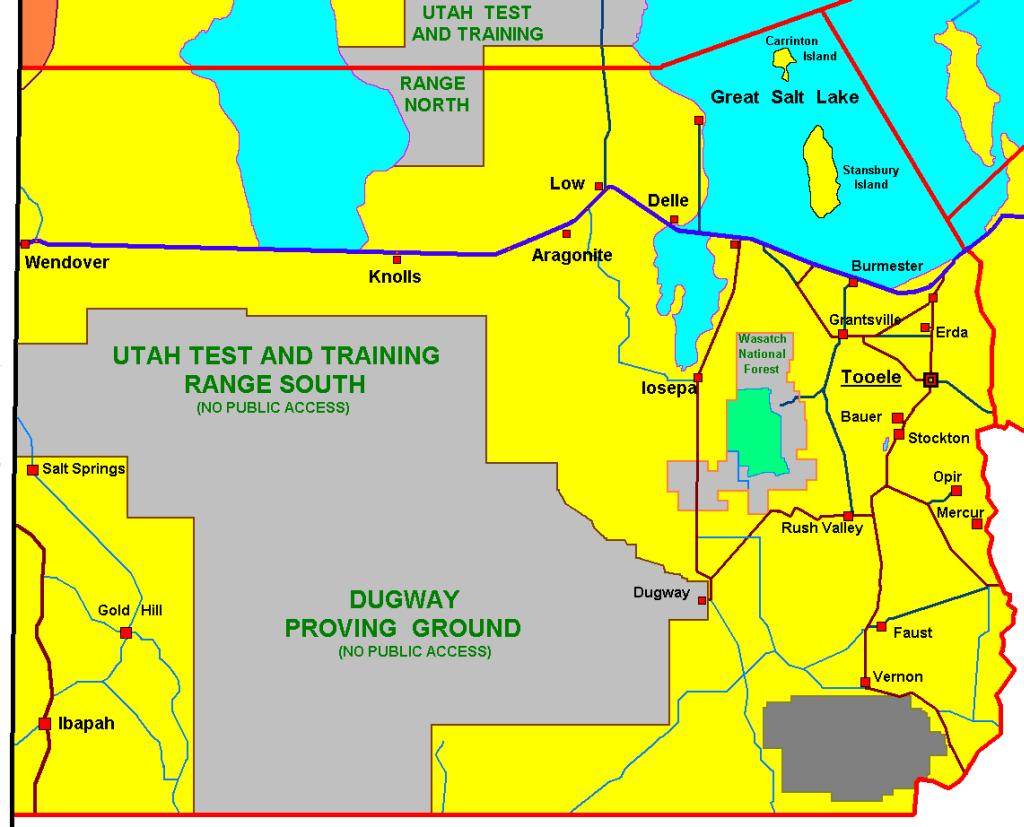
Locatie van de Dugway Proving Ground (en de Utah Test and Training Range)

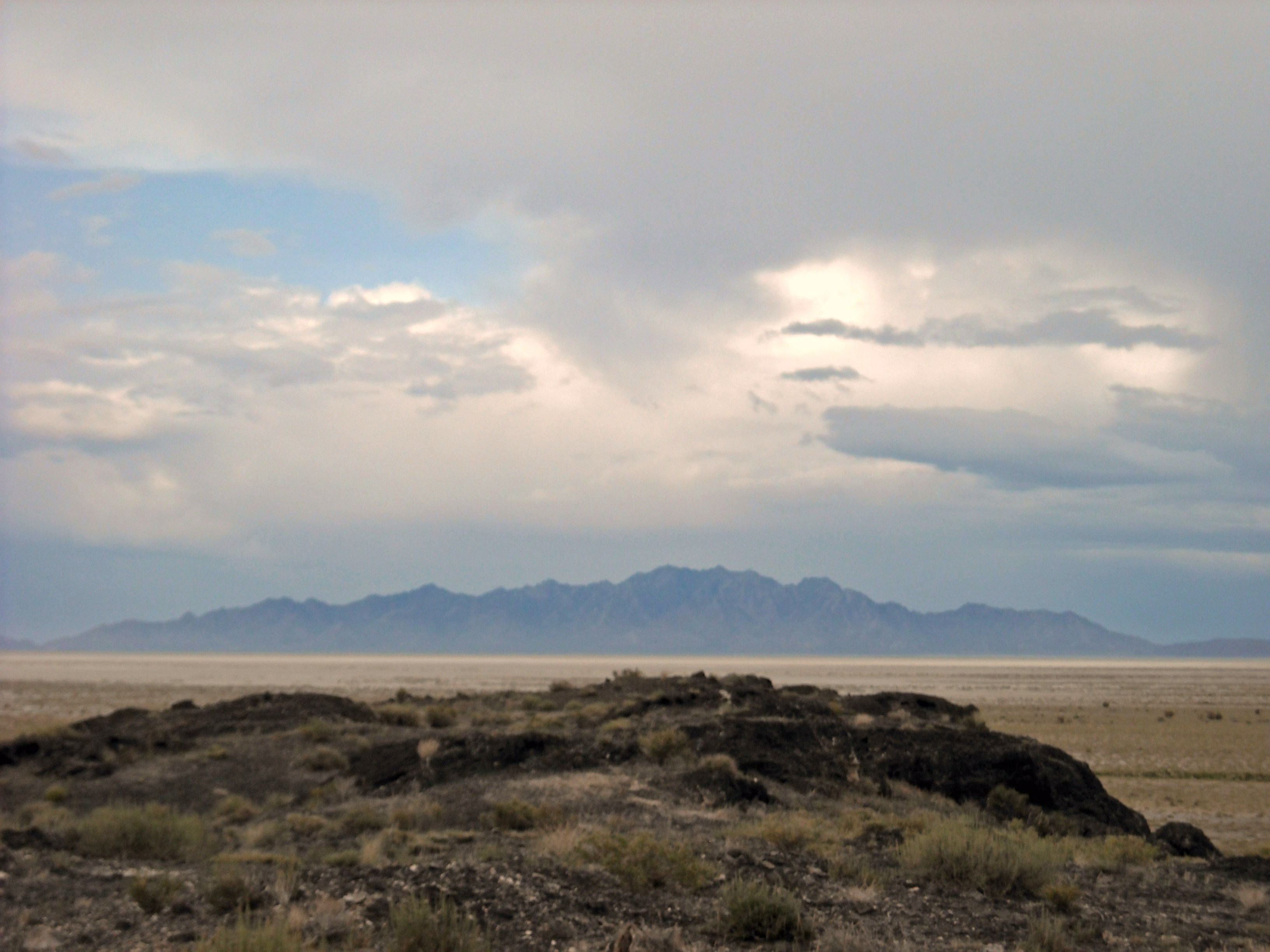

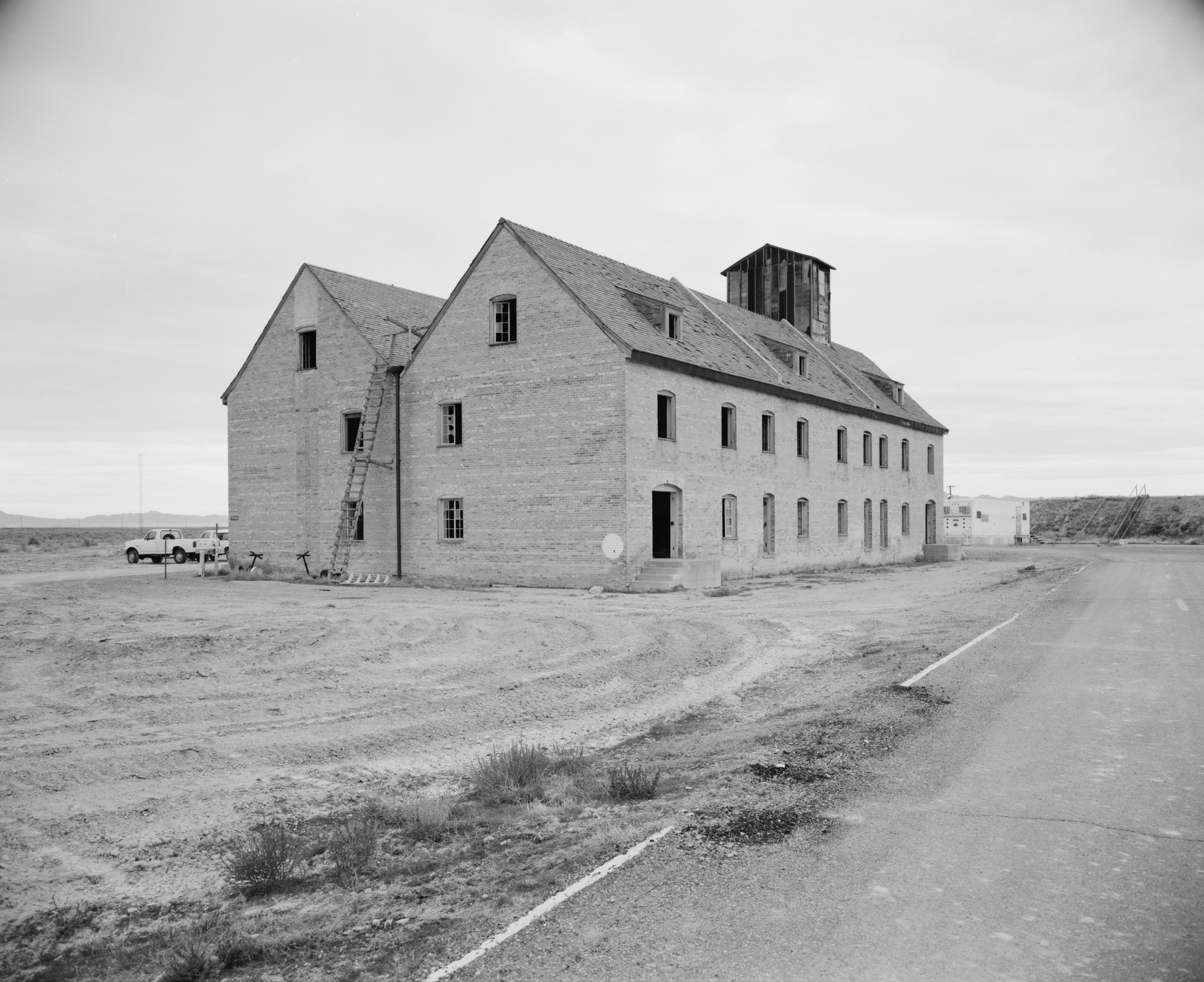
Huizen van het German Village

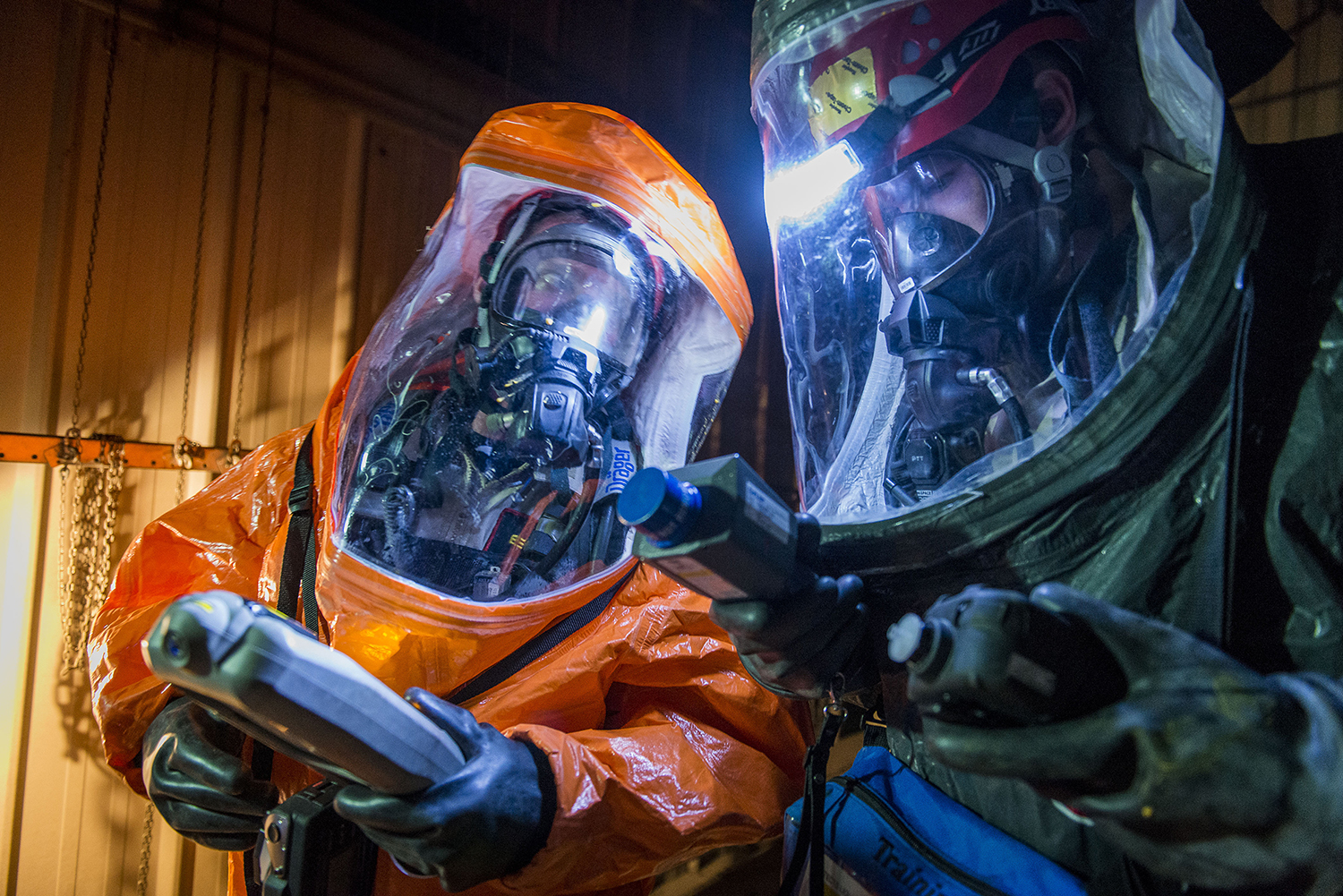

Dugway Proving Ground (DPG) is een 3.243,58 km² groot oefenterrein met legerbasis van het United States Army die in 1942 is opgericht om biologische en chemische wapens te testen, gelegen in de Great Salt Lake Desert, het noordoostelijk deel van het Great Basin Desert, in het zuiden van Tooele County in de Amerikaanse staat Utah op ongeveer 135 km ten zuidwesten van Salt Lake City en ten zuiden van de Utah Test and Training Range.
Dugway Proving Ground is aan drie kanten omgeven door bergketens. Het had een bevolking van 342 inwoners volgens de volkstelling van 2020 in de Verenigde Staten, die allemaal in de gemeenschap van Dugway, Utah, aan het uiterste oostelijke uiteinde woonden. De naam Dugway komt van een techniek waarbij een greppel in een heuvel wordt gegraven om een plat oppervlak te creëren waarlangs een wagen kan rijden.
Het vormt samen met de Utah Test and Training Range een zone van zo'n 330 op 200 km wat het grootste blok van aaneengesloten luchtruim is voor speciaal gebruik waaronder supersonisch vliegen in de aaneengesloten staten van de Verenigde Staten.
De transcontinentale historische Lincoln Highway liep door de huidige locatie van de Dugway Proving Ground en is het enige deel van de oude snelweg dat gesloten is voor het publiek. Minstens één oude houten brug over een kreek staat er nog steeds. 
De missie van de Dugway Proving Ground is het testen van biologische en chemische wapenafweersystemen van de Verenigde Staten en de geallieerden in een veilige en geïsoleerde omgeving. DPG dient ook als een faciliteit voor manoeuvretraining van de US Army Reserve en US National Guard, en vliegtests van de Amerikaanse luchtmacht, meestal vanaf de nabijgelegen Hill Air Force Base. DPG wordt gecontroleerd door het United States Army Test and Evaluation Command (ATEC). Het gebied werd ook gebruikt door speciale troepen van het leger voor training ter voorbereiding op inzet in de oorlog in Afghanistan.

## Geschiedenis
In 1941 besloot de Chemical Warfare Service (CWS) van het Amerikaanse leger dat het een testfaciliteit nodig had die verder weg lag van de bewoonde wereld dan het Edgewood Arsenal van het Amerikaanse leger in Maryland. De CWS onderzocht het westen van de VS voor een nieuwe locatie om zijn tests uit te voeren, en begin 1942 begon de bouw van Dugway Proving Ground, inclusief de oprichting van Michael Army Airfield.
Het testen begon medio 1942. Tijdens de Tweede Wereldoorlog testte DPG giftige stoffen, vlammenwerpers, chemische spuitsystemen, biologische oorlogswapens, brandbombardementstactieken, tegengif voor chemische agentia en beschermende kleding. In 1943 werden de "German Village" en "Japanese Village" "gehuchten" gebouwd in Dugway, voor praktijktesten bij het bombarderen van huizen van het type in verstedelijkte gebieden van nazi-Duitsland en het Japanse Keizerrijk.
De DPG werd na de Tweede Wereldoorlog langzaam uitgefaseerd en werd in augustus 1946 inactief, maar werd gereactiveerd tijdens de Koreaanse Oorlog, en in 1954 werd bevestigd als een permanente afdeling van de legerinstallatie. In oktober 1958 verhuisde het United States Army Chemical Center, Maryland en de U.S. Army Chemical, Biological, and Radiological Weapons School naar Dugway Proving Ground. Aan het eind van de jaren 1950 en het begin van de jaren 1960 werd Project Bellwether - een onderzoek naar bewapende, door muggen verspreide infecties - uitgevoerd in de Dugway Proving Ground.
Activiteiten omvatten het testen van zenuwgas vanuit de lucht. Volgens rapporten van New Scientist produceerde Dugway tot 2015 nog steeds hoeveelheden antraxsporen als gevolg van eerdere testen met antraxgif om testen, detectie en tegenmaatregelen te ontwikkelen, meer dan vier decennia nadat de Verenigde Staten afstand hadden gedaan van biologische wapens, en het verzenden van materiaal dat bedoeld was om inert te zijn naar militaire bases en militaire aannemers over de hele wereld. Er waren minstens 1.100 andere chemische tests bij Dugway, waarbij slechts occasioneel zoals bij het Dugway-schapenincident in maart 1968 informatie lekte. Dat voorjaar stierven 6.249 schapen in Skull Valley, zo'n vijftig kilometer van de Dugway Proving Ground. Het US Army heeft elke betrokkenheid blijven ontkennen, suggereerde een link met pesticiden maar vergoedde wel de landbouwers voor hun verlies. Necropsie uitgevoerd op de dode schapen identificeerde later definitief de aanwezigheid van VX. In het officiële verslag betrof de claim 4.372 "gehandicapte" schapen, waarvan er ongeveer 2.150 ofwel ronduit werden gedood door de VX-blootstelling of zo ernstig gewond waren dat ze ter plaatse door dierenartsen moesten worden geëuthanaseerd. Nog eens 1.877 schapen waren "tijdelijk" gewond, of vertoonden geen tekenen van verwonding, maar waren uiteindelijk niet verkoopbaar vanwege hun mogelijke blootstelling. Alle blootgestelde schapen die de eerste blootstelling overleefden, werden uiteindelijk geëuthanaseerd door de veeboeren, omdat zelfs de kans op blootstelling de schapen permanent onverkoopbaar had gemaakt voor vlees of wol.
In totaal werd bijna 230.000 kg zenuwgas verspreid tijdens tests in de open lucht. Er waren ook tests in Dugway met andere massavernietigingswapens, waaronder 328 openluchttests van biologische wapens, 74 vuile bomtests en acht ovenverwarmingen van nucleair materiaal onder openluchtomstandigheden om de verspreiding van fall-out te simuleren in het geval van meltdown van luchtvaartkernreactoren.

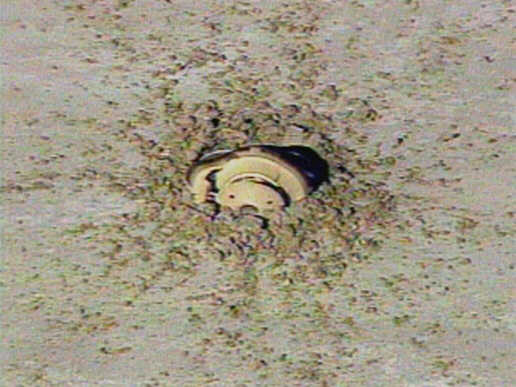
Genesis crash-site

Op 8 september 2004 werd de Genesis, een NASA-ruimtevaartuig, gecontroleerd gestuurd voor een landing op de woestijnbodem van de Dugway Proving Ground, omdat de bovengrond daar lijkt op talkpoeder of maanstof, en waarschijnlijk de impact van het onrustige ruimtevaartuig zou opvangen. De versnellingsmeter van het Genesis-ruimtevaartuig was evenwel achterstevoren geïnstalleerd, waardoor het ruimtevaartuig defect raakte bij terugkeer in de atmosfeer van de aarde, en toen ook de geplande parachute van de monsterretourcapsule niet openging, was de inslag veel harder dan gepland.  Toch werd het meeste verzamelde wetenschappelijke materiaal geborgen. De deeltjescollectoren voor zonnewind waren gemaakt van wafels van aluminium, saffier, silicium, germanium, goud en diamantachtige amorfe koolstof. Toen de capsule de woestijnbodem raakte, vielen deze wafels uiteen in meer dan 10.000 stukjes materiaal. Het Genesis-team heeft, samen met de inspanningen van het Photographic and Engineering Technician-team van de USAF, een cleanroom opgezet op Dugway Proving Ground. NASA-wetenschappers hebben maandenlang gebogen metaal en scherven vlijmscherp materiaal gefilterd, waarbij elk van de te redden stukjes materiaal in zijn eigen kleine container ging waar ze voor een korte tijd werden opgeslagen. Enkele weken later stuitten een van de hoofdwetenschappers en de supervisor van de technici op wat de zonnewindconcentrator bleek te zijn. Beschermd door een paar aluminium beugels en beugels, had de concentrator het bijna volledig intact overleefd met slechts één klein scheurtje in een van de kwadranten.
Op 26 januari 2011 om 17.24 uur ging de Dugway Proving Ground in lockdown. Werknemers mochten niet vertrekken en degenen die naar het werk kwamen, mochten niet naar binnen. Er werden geen gewonden, geen schade en geen bedreigingen waren gemeld op het testterrein. Er waren ongeveer 1.200 tot 1.400 mensen in Dugway toen de lockdown plaatsvond. Later werd aangekondigd dat de lockdown een reactie was op het tijdelijke verlies van een injectieflacon met VX-zenuwgas. De lockdown werd op 27 januari opgeheven na recuperatie van het materiaal. Het incident werd beschreven als een probleem met verkeerde etikettering.